# Salmo 100

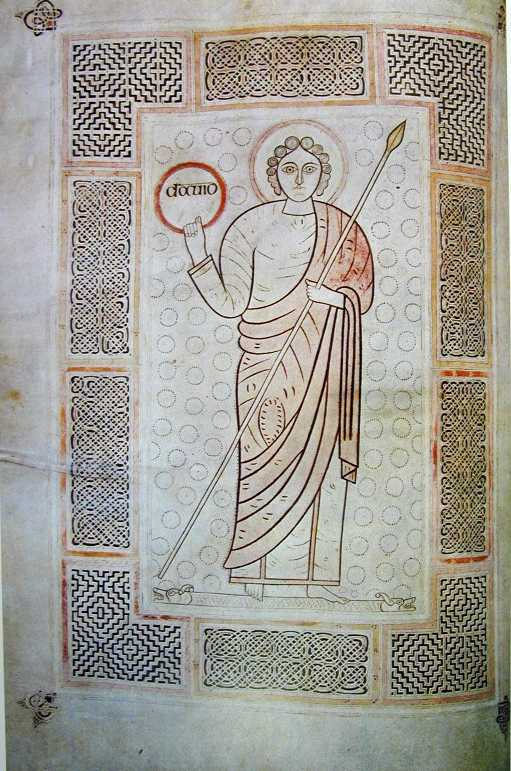
Miniatura de David, en el salterio del Durham Cassiodorus, Northumbria

El Salmo 100 es el centésimo salmo del Libro de los Salmos en el Tanaj. En inglés, se traduce como «Haced un alegre ruido al Señor, todas las tierras» en la Versión King James (KJV), y como «Alégrate en el Señor, oh tierra» en el Libro de Oración Común (LOC). Su nombre hebreo es מִזְמוֹר לְתוֹדָה y está subtitulado como «Salmo de gratitud y confesión». En el sistema de numeración ligeramente diferente de la versión griega Septuaginta de la Biblia, y en la latina Vulgata, este salmo es el «Salmo 99». En la Vulgata, comienza con «Jubilate Deo» (alternativamente: «Iubilate Domino»), o «Jubilate», que también se convirtió en el título de la versión del LOC.
Las personas que han traducido el salmo van desde Martín Lutero hasta Catherine Parr, y las traducciones han ido desde el elaborado inglés de Parr, que duplicaba muchas palabras, pasando por formas de himnos métricos, hasta intentos de traducir el significado del hebreo de la forma más idiomática posible en un idioma moderno (de la época). El salmo, al ser un salmo himno, ha sido parafraseado en muchos himnos, como «All people that on earth do dwell» en inglés, y «Nun jauchzt dem Herren, alle Welt» en alemán.
El salmo forma parte habitual de las liturgias judía, católica, luterana, anglicana y otras protestantes, y se ha puesto música muchas veces a lo largo de los siglos. Muchos compositores lo han puesto en latín, y también en inglés, porque el Jubilate forma parte de la oración matutina diaria en el Libro de Oración Común. También aparece en composiciones de Te Deum y Jubilate, como el Utrecht Te Deum and Jubilate de Händel. Muchos compositores también lo han puesto en alemán, como Jauchzet dem Herrn, alle Welt (Mendelssohn) y Der 100. Psalm de Reger. En hebreo, constituye la mayor parte del primer movimiento de los Salmos de Chichester de Bernstein.

## Texto

### Hebreo
La siguiente tabla muestra el texto en hebreo del Salmo con vocales, junto con el texto en griego koiné de la Septuaginta y la traducción al español de la Biblia del Rey Jacobo. Tenga en cuenta que el significado puede diferir ligeramente entre estas versiones, ya que la Septuaginta y el texto masorético provienen de tradiciones textuales diferentes. En la Septuaginta, este salmo está numerado como Salmo 99.
La siguiente tabla muestra el texto hebreo del Salmo con vocales junto con una traducción al inglés basada en la traducción de la JPS 1917 (ahora en el dominio público).
| # | Hebreo                                                            | Español | Griego |
| - | ----------------------------------------------------------------- | --- | --- |
| 1 | מִזְמ֥וֹר לְתוֹדָ֑ה הָרִ֥יעוּ לַ֝יהֹוָ֗ה כׇּל־הָאָֽרֶץ׃                                  | (Salmo de alabanza.) Cantad al Señor con alegría, toda la tierra.                                                    | Ψαλμὸς εἰς ἐξομολόγησιν. - ΑΛΑΛΑΞΑΤΕ τῷ Κυρίῳ, πᾶσα ἡ γῆ,                                                                      |
| 2 | עִבְד֣וּ אֶת־יְהֹוָ֣ה בְּשִׂמְחָ֑ה בֹּ֥אוּ לְ֝פָנָ֗יו בִּרְנָנָֽה׃                               | Servid al Señor con alegría; venid ante su presencia con cánticos.                                                   | δουλεύσατε τῷ Κυρίῳ ἐν εὐφροσύνῃ, εἰσέλθετε ἐνώπιον αὐτοῦ ἐν ἀγαλλιάσει.                                                       |
| 3 | דְּע֗וּ כִּֽי־יְהֹוָה֮ ה֤וּא אֱלֹ֫הִ֥ים הֽוּא־עָ֭שָׂנוּ (ולא) [וְל֣וֹ] אֲנַ֑חְנוּ עַ֝מּ֗וֹ וְצֹ֣אן מַרְעִיתֽוֹ׃ | Sabed que el Señor es Dios: él nos ha hecho, y no nosotros a nosotros mismos; somos su pueblo y ovejas de su rebaño. | γνῶτε ὅτι Κύριος, αὐτός ἐστιν ὁ Θεὸς ἡμῶν, αὐτὸς ἐποίησεν ἡμᾶς καὶ οὐχ ἡμεῖς· ἡμεῖς δὲ λαὸς αὐτοῦ καὶ πρόβατα τῆς νομῆς αὐτοῦ. |
| 4 | בֹּ֤אוּ שְׁעָרָ֨יו ׀ בְּתוֹדָ֗ה חֲצֵרֹתָ֥יו בִּתְהִלָּ֑ה הוֹדוּ־ל֝֗וֹ בָּרְכ֥וּ שְׁמֽוֹ׃                  | Entrad por sus puertas con acción de gracias, y por sus puertas con alabanza; dadle gracias y bendecid su nombre.    | εἰσέλθετε εἰς τὰς πύλας αὐτοῦ ἐν ἐξομολογήσει, εἰς τὰς αὐλὰς αὐτοῦ ἐν ὕμνοις. ἐξομολογεῖσθε αὐτῷ, αἰνεῖτε τὸ ὄνομα αὐτοῦ,      |
| 5 | כִּי־ט֣וֹב יְ֭הֹוָה לְעוֹלָ֣ם חַסְדּ֑וֹ וְעַד־דֹּר וָ֝דֹ֗ר אֱמוּנָתֽוֹ׃                         | Porque el Señor es bueno, su misericordia es eterna, y su verdad permanece por todas las generaciones.               | ὅτι χρηστὸς Κύριος, εἰς τὸν αἰῶνα τὸ ἔλεος αὐτοῦ, καὶ ἕως γενεᾶς καὶ γενεᾶς ἡ ἀλήθεια αὐτοῦ.                                   |

### Versión Reina-Valera
- Wikisource contiene obras originales de o sobre Salmo 100.

En la Versión Reina-Valera, el Salmo 100 está en superíndice: «Exhortación a alabar a Dios con alegría por su grandeza y por su poder».
1. Salmo de alabanza. Cantad alegres al Señor, habitantes de toda la tierra.
2. Servid al Señor con alegría; venid ante su presencia con cánticos.
3. Sabed que el Señor es Dios; él nos hizo, y no nosotros a nosotros mismos; pueblo suyo somos, y ovejas de su prado.
4. Entrad por sus puertas con acción de gracias, por sus atrios con alabanza; alabadle, bendecid su nombre.
5. Porque el Señor es bueno, su misericordia es eterna; y su verdad permanece para todas las generaciones.

La Qere «y su somos» se registra como marginalia; que se convertiría en la traducción utilizada en el texto principal en la época de la Versión Revisada. Otras marginalia proporcionan «toda la tierra» y «de generación en generación» del hebreo para los versículos 1 y 5.

### Latín

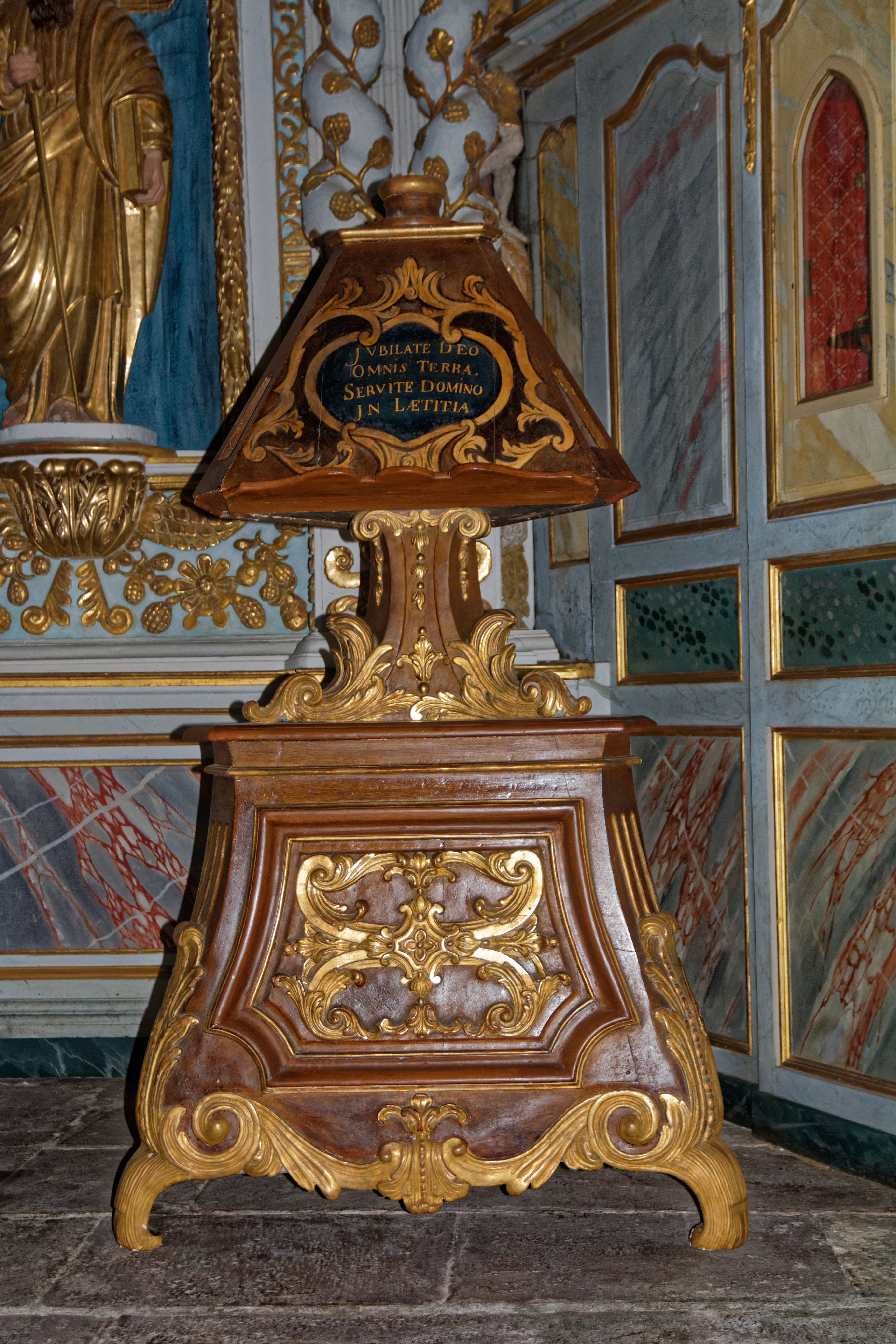
El atril de la iglesia de Saint-Étienne en Espelette lleva inscrito el primer versículo de la Vulgata.

El salmo es el número 99 en la Vulgata:  
1. Jubilate Deo omnis terra : servite Domino in lætitia.
2. Introite in conspectu ejus : in exsultatione.
3. Scitote quoniam Dominus ipse est Deus : ipse fecit nos, et non ipsi nos.
4. El pueblo de Dios y sus ovejas, entrad por sus puertas en confesión: en sus atrios, cantadle himnos, glorificadle.
5. Alabad su nombre, porque el Señor es bueno; eterna es su misericordia: y hasta la eternidad, su verdad.

La «Hebraica veritas» de Jerónimo, es decir, su «versio iuxta Hebraeos», dice «et ipsius sumus» en el versículo 3.
Una forma latina diferente del salmo se encuentra en las Preces Private de Isabel I de Inglaterra de 1564, donde se numera como salmo 100.
Contrasta sus dos primeros versículos:
1. Jubilate in honorem Domini, quotquot in terra versamini.
2. Colite Dominum com laetitia, venite in conspectum ipsius cum exultatione.

Tradicionalmente, en la Iglesia Católica Romana, este salmo se cantaba en las abadías durante la celebración de maitines los viernes,   según el esquema de San Benito. Como uno de los salmos más importantes, el Salmo 100 (99) se cantaba de manera similar para el oficio solemne de Laudes del domingo. 
En la reforma de la Liturgia de las Horas de 1970, el Salmo 100 es uno de los cuatro salmos invitatorios que pueden introducir las horas de oficio diarias. Se recita en Laudes los viernes de la primera y tercera semana del ciclo de cuatro semanas de oraciones litúrgicas. El Salmo 100 también está presente entre las lecturas del oficio de la Misa: se encuentra el 5 de enero después de la Octava de Navidad, y el cuarto domingo de Pascua. También aparece seis veces en el Tiempo Ordinario: el jueves de la 8.ª semana, el viernes de la 22.ª semana, el martes y el viernes de la 24.ª semana, el lunes de la 29.ª semana y el jueves de la 34.ª semana del Tiempo Ordinario.
Por su texto y su tema, este salmo sigue siendo uno de los cantos litúrgicos más importantes, durante la celebración del Jubileo cada 25 años en Roma. Se canta cuando el obispo abre la Puerta de la Misericordia.
El texto en inglés antiguo del Salterio de Vespasiano no es una traducción idiomática, sino una sustitución palabra por palabra, una glosa interlineal, de la Vulgata latina: 
1. Wynsumiað gode, all eorðe: ðiowiaƌ Dryhtne in blisse;
2. ingað in gesihðe his: in wynsumnisse.

El texto hebreo del salmo consta de 5 versículos. De manera inusual para un poema bíblico, solo consta de tricolons, los versículos 1 y 2 (un monocolon y un bicolon respectivamente) se combinan en un tricolon, y los versículos restantes son todos tricolons. (Un erudito, Jan P. Fokkelman, disiente y considera que el versículo 4 son dos bicolons). Suele dividirse en dos estrofas, los versículos 1-3 y los versículos 4-5.
Las dos primeras palabras מזמור לתודה son el título del salmo, que lo nombra como una canción para un sacrificio específico de acción de gracias en el Templo de Salomón realizado para cumplir una promesa. Esto se registra en Shevu'ot en el Talmud babilónico, afirmando que debe cantarse «con arpas y címbalos y música en cada esquina y cada gran roca de Jerusalén». El comentarista medieval Rashi, que estableció la correspondencia entre el «canto de todah» de Shevu'ot y el Salmo 100, declaró que el salmo debe ser dicho «sobre los sacrificios del todah», lo cual fue ampliado por David Altschuler en el siglo XVIII afirmando que debe ser recitado «por el que trae un todah korban por un milagro que le sucedió».
La parte entre corchetes del versículo 3 es un ejemplo de Qeri y Ketiv en el Texto Masorético.
En el cuerpo del texto está la palabra hebrea לא que significa «no», mientras que en la marginalia está la palabra sustituta לו que significa «a él». Una explicación cabalística de la lectura qere ולו del ketiv literal ולא propuesta por Asher ben David es que el א (Alef) representa a Dios, y se supone que el ketiv debe leerse «somos del Alef», en otras palabras (dado que Dios ya ha sido mencionado, por dos nombres, anteriormente en el versículo) «somos suyos» según el qere.
Una tesis menos establecida, propuesta por primera vez en la década de 1960 (en Lewis, 1967), es que el texto Ketiv es una partícula aseverativa, conectada a la frase siguiente y, por lo tanto, traducida en su conjunto como «y, de hecho, somos su pueblo». Aunque esto evita el problema de la lectura Qere que hace que el versículo diga lo mismo dos veces, no ha ganado una amplia aceptación académica. El profesor David M. Howard Jr. la rechaza por motivos constructivistas, ya que el desequilibrio silábico en la longitud de los dos puntos que introduce supera para él la poca variación de significado que tiene con respecto a la lectura Qere. El profesor John Goldingay lo rechaza por «poco probable».
Aunque solo el Salmo 90 se atribuye directamente a Moisés, la doctrina judía convencional sostiene que Moisés compuso todos los salmos del 90 al 100, y Rashi mantiene esta opinión.

## Comentarios

### De la glesia católica

#### A todo el samo
Este salmo, que sigue a los que exaltan la realeza de Dios (Sal 93–99), actúa como su desenlace natural: proclama que el Señor merece ser alabado por toda la tierra y por su pueblo . Destaca además que su misericordia y fidelidad no tienen fin. El salmo presenta dos llamados: el primero, dirigido a toda la tierra (vv. 1-2), invita al júbilo porque Dios ha elegido a Israel como su pueblo (v. 3); el segundo, a quienes se acercan al Templo (v. 4), los anima a la acción de gracias al reconocer la eternidad del amor divino (v. 5). Esta misma actitud de alabanza y alegría la vemos reflejada en el cántico de la Virgen María (cf. Lc 1,46-47). En la Anunciación, descubre la misericordia de Dios, y como dice el salmo (cf. Sal 100,5), todas las generaciones proclamarán su bienaventuranza (cf. Lc 1,48) y reconocerán la santidad del Señor.

#### A los versículos 1-3
La secuencia de imperativos en el salmo refleja la intensidad de la invitación. La expresión «Servid al Señor» (v. 2) no solo se refiere al culto litúrgico, sino también a la obediencia a sus mandamientos. La verdadera alabanza, cuando es auténtica, se manifiesta con alegría —una alegría que aquí se expresa en forma festiva (v. 2; cf. Sal 30; 106)—, y nace de la fe: reconocer que «el Señor es Dios» (cf. Dt 4,35.39), tener la certeza de pertenecerle y confiar en su conducción (v. 3). En este contexto, Eusebio de Cesarea anima a vivir esta actitud con plena entrega.
Por todo ello Eusebio de Cesarea anima a que:

Si no le servimos con alegría ni siquiera nos podemos atrever a presentarnos delante de Él.

Por otra parte Agustín de Hipona hace el siguiente comentario:

Este salmo de alabanza nos manda y exhorta a regocijarnos en Dios. Pero no exhorta a que quien cante sea algún determinado ángulo de la tierra o una sola morada, o una sola reunión de hombres, sino que como Él derramó su bendición por todo el orbe, de cada parte de él reclama el regocijo.

## Usos

### En la liturgia judía
El salmo aparece en varios siddurim, pero se desconoce exactamente cómo o cuándo esta acción de gracias específica pasó a formar parte de la oración diaria, siendo recitada como parte de los Cánticos de acción de gracias (Pesukei dezimra). Sal. 100. מזמור לתודה: «Todah es tanto una confesión de una obligación de agradecimiento como un sentimiento de culpa».
El Salmo 100 se omite tradicionalmente, como menciona el alumno de Rashi, Simja ben Samuel, y como analiza en detalle el escritor del siglo XIV David ben Joseph ben David Abduraham, en el Shabat y en las festividades judías, porque la ofrenda de acción de gracias no se ofrecía en estos días en el Templo. Solo se traían ofrendas comunitarias en estos días. También lo omiten los asquenazíes el día anterior a Pésaj y durante el Jol HaMoed Pesaj porque la ofrenda de Acción de Gracias se compone de una barra de pan, que es jametz que no se puede consumir durante Pesaj, y el día anterior a Yom Kipur porque no se consume ningún alimento en Yom Kipur; Salmo 100. מזמור לתודה: «Todah es tanto una confesión de una obligación de agradecimiento como un sentimiento de culpa». Sin embargo, la mayoría de las comunidades sefardíes lo recitan en estas tres ocasiones (pero no en el Shabat de las festividades).
Sin embargo, Amram Gaon hizo lo contrario, omitiendo este salmo de la liturgia diaria pero incluyéndolo en la oración matutina del Shabat, y esta es la práctica en el Nusaj italiano hoy en día.
Además, la mayoría de las comunidades sefardíes recitan este salmo como parte de Kabalat Shabat.
El versículo 2, «Ivdu es-Hashem b'simcha» (Sirve al Señor con alegría) es una canción inspiradora popular en el judaísmo. 

### En la liturgia cristiana
El Salmo 100 era uno de los salmos fijos en la antigua liturgia para el oficio de laudes los domingos, y la traducción del Libro de Oración dada por Driver (con un Gloria añadido) forma parte del orden de la oración matutina en el Libro de Oración Común bajo el título Jubilate Deo, o simplemente Jubilate. Se añadió a la letanía del Libro de Oración Común en 1552, como sustituto del Benedictus, para ser utilizado solo en los días en que la segunda lección prescrita para el día ya incluyera esa parte del Evangelio de Lucas.
Para facilitar la comprensión en la Liturgia de las horas cada salmo tienen un título en rojo (rúbrica) que no forma parte de la oración. El título del Salmo 110 es Alegría de los que entran en el templo.

## Traducciones y adaptaciones

### Conductor y BCP

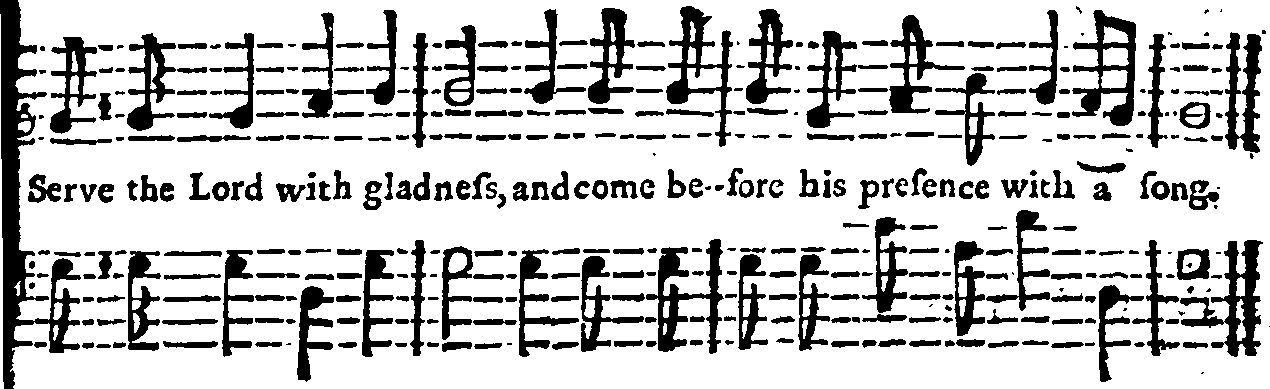
La segunda parte del versículo 1 en la traducción del Libro de Oración Común, con una melodía de canto en el Libro de Salmodia de James Green de 1738

El Salterio Paralelo de Samuel Rolles Driver tiene la traducción del Libro de Oración del salmo 100 en una página del reverso.
Es idéntico al Jubilate Deo, sin Gloria, del Libro de Oración Común, conservando intencionadamente el uso de la «O» para el vocativo, entre otras cosas:
1. Alégrense en el Señor, todas las tierras: sirvan al Señor con alegría, y vengan ante su presencia con un canto.
2. Estad seguros de que el Señor es Dios: él nos ha hecho, y no nosotros a nosotros mismos; somos su pueblo, y las ovejas de su rebaño.
3. Entrad por sus puertas con acción de gracias, y en sus atrios con alabanza: dadle gracias, y hablad bien de su Nombre.
4. Porque el Señor es clemente, su misericordia es eterna: y su verdad permanece de generación en generación.

El comienzo del versículo 1 aquí es el mismo que el del Salmo 66 versículo 1 y el del Salmo 98 versículo 4.
Su propia traducción de 1898 está en la página opuesta.
Muestra varias de las diferencias en las traducciones modernas que se explican en la sección de notas de traducción a continuación.
1. ¡Clama a Jehová, toda la tierra!
2. Servid a Jehová con alegría; 
venid ante su presencia con voz de júbilo.
3. Sabed que Jehová él es Dios: 
él es quien nos ha hecho, y nosotros somos suyos;
(somos) su pueblo, y el rebaño de su pasto.
4. Oh, entra en sus puertas con acción de gracias, 
(y) en sus atrios con alabanza: 
dale gracias, bendice su nombre.
5. Porque Jehová es bueno, su bondad (perdura) para siempre, 
y su fidelidad para todas las generaciones.

Para «pastoreo» en el versículo 3, da «pastoreo» como alternativa, y para «acción de gracias» en el versículo 4, «una ofrenda de acción de gracias».

### Traducción de Geddes
La traducción de 1807 de Alexander Geddes para católicos muestra algunas de las opciones alternativas que se exponen en la sección de notas de traducción a continuación: 
1. UN SALMO EUCARÍSTICO. CELEBRAD a Jehová, todas las tierras.
2. ¡Adorad a Jehová con alegría!
Venid a su presencia con júbilo.
3. Sabed que Jehová es el único Dios:
 Él nos hizo, y suyos somos;
su propio pueblo, y el rebaño de su pasto.
4. Entrad por sus puertas con acción de gracias;
por sus atrios con cánticos de alabanza. 
A él dad gracias, y bendecid su nombre:
5. ¡Porque bueno es Jehová! ¡eterna su misericordia! 
y su verdad de generación en generación.

### Kethe

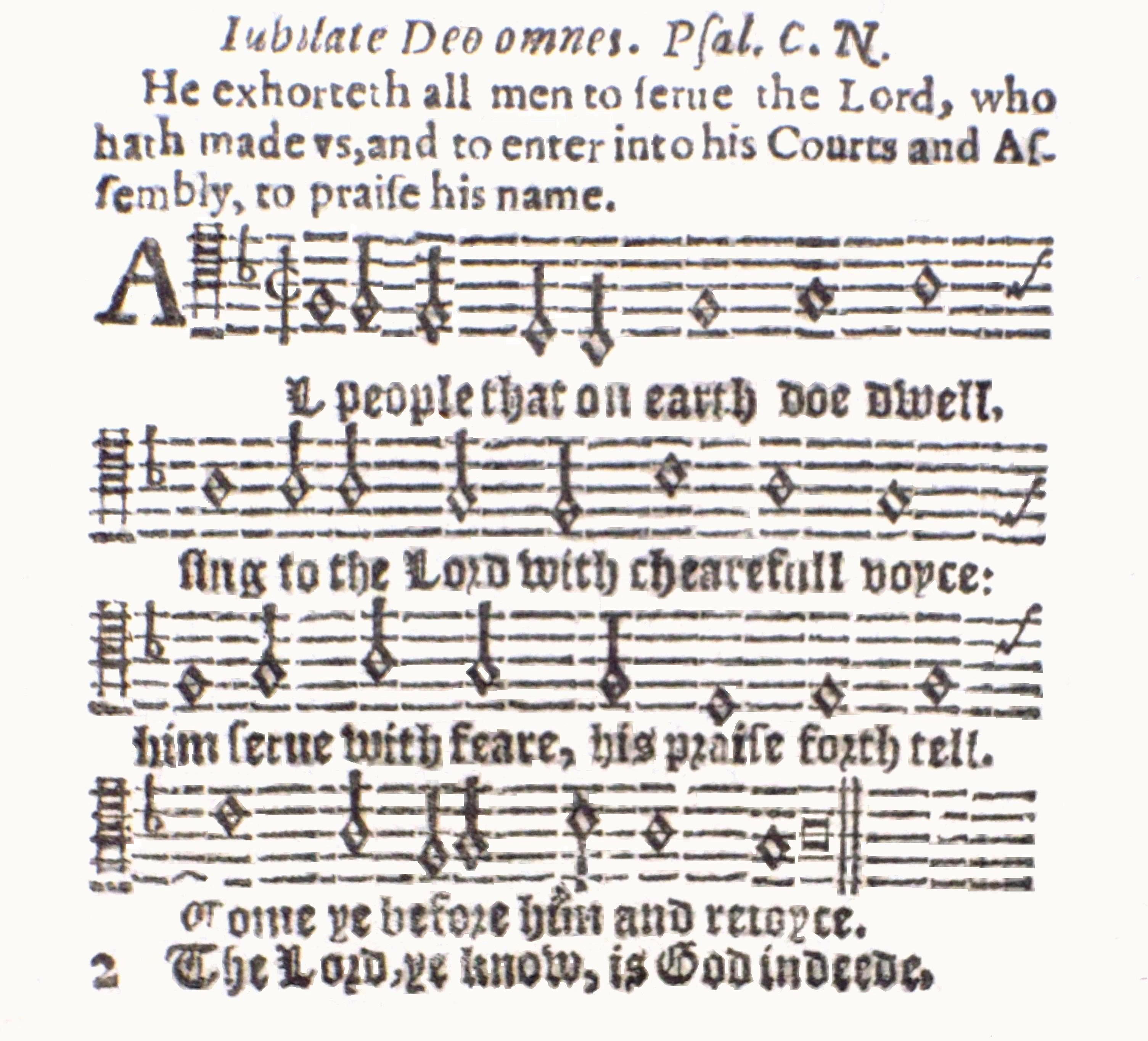
La melodía del Old 100th de Loys Bourgeois con la traducción de Kethe, de una publicación de 1628

La traducción de William Kethe está en endecasílabo, y formaba parte de una colección de salmos traducidos a forma métrica en inglés, la edición ampliada de 1562 de los 150 salmos de Thomas Sternhold y John Hopkins de 1549 salterio métrico (Salterio de Day).
Apareció por primera vez en Ochenta y siete salmos de David (el llamado Salterio de Ginebra) el año anterior, y divide los versículos de la misma manera que el Libro de Oración Común:
1. Todos los que habitan en la tierra, cantad al Señor con voz alegre: servidle con temor, proclamad su alabanza, ¡venid ante él y regocijaos!
2. El Señor, como sabéis, es Dios en verdad, sin nuestra ayuda nos hizo; somos su rebaño, él nos apacienta, y por sus ovejas nos toma.
3. Oh, entrad entonces en sus puertas con alabanza, acercáos con alegría a sus atrios; alabad, alabado sea y bendecid su Nombre siempre, porque es digno hacerlo.
4. ¿Por qué? Porque el Señor nuestro Dios es bueno, su misericordia es para siempre segura; su verdad se mantuvo firme en todo momento, y perdurará de edad en edad.

De todos los salmos del salterio de Sternhold y Hopkins, la traducción de Kethe es la más famosa y duradera, ya que es un himno popular que suele estar adaptado a la melodía de la canción «Old 100th». Hannibal Hamlin, profesor de inglés, observa que adolece de los problemas comunes de las adaptaciones de canciones estróficas, que el primer versículo se adapta mejor a una melodía que los versículos posteriores y que la fraseología tiende a ser enrevesada. Hamlin sostiene que «him serve with fear», con un orden inusual de objeto-verbo-objeto para el imperativo en inglés (que en inglés coloquial sería más comúnmente «serve him with fear»), seguido de un orden de palabras igualmente inusual en «his praise forth tell», como ejemplos de lo último. El primero se ejemplifica con el final alargado del segundo verso de la melodía «Old 100th», que se ajusta mejor a «voz alegre» que a «cortes hacia» y «siempre seguro».
El erudito bíblico J. Clinton McCann Jr. caracteriza esta traducción del salmo como «el himno bandera de la tradición reformada», y observa que el salmo habría proporcionado una base excelente, mejor que la del Libro del Génesis, para la declaración de la Confesión de Fe de Westminster del propósito principal de los seres humanos de glorificar a Dios.

### Lutero
Martin Lutero tradujo el salmo al alemán, incluyendo el título hebreo en el primer versículo (como Geddes) con el salmo bajo el título «Der 100. Psalm».:
1. Ein Dankpsalm. Jauchzet dem Herrn, alle Welt.
2. Dienet dem Herrn mit Freuden; kommt vor sein Angesicht mit Frohlocken.
3. Erkennet, daß der Herr Gott ist.  Er hat uns gemacht, und nicht wir selbst zu seinem Volk, und zu Schafen seiner Weide.
4. Gehet zu seinen Toren ein mit Danken, zu seinen Vorhöfen mit Loben; danket ihm, lobet seinen Namen.
5. Denn der Herr ist freundlich, und seine Gnade währet ewig, und seine Wahrheit für und für.